# Ювелирный магазин (фильм)
Ювелирный магазин (англ. The Jeweler's Shop, пол. Przed sklepem jubilera) — художественный фильм совместного производства киностудий Канады, Италии, Австрии и ФРГ, снятый в 1989 году режиссёром Майклом Андерсоном по мотивам драмы в трёх актах того же названия (Przed sklepem jubilera), написанной в 1960 году Каролем Войтылой, в будущем папой Иоанном Павлом II. Оригинальный язык кинофильма — итальянский.

## Содержание
Фильм, как и пьеса, состоит из трёх частей, разделённых временными промежутками.

### Знаки
1939 год, август, Краков. Анджей и Тереза давно, ещё с детства любят друг друга. Время сложное, тяжёлое. В кинотеатре показывают хроники из Германии, где восторженные толпы приветствуют Гитлера. Но всё-таки Анджей делает Терезе предложение выйти за него замуж. Вместе они входят вечером в ювелирную лавку, где продавец-владелец подбирает им кольца для венчания и рассказывает об их священном, символическом значении. В соборе молодых соединяет браком ксёндз Адам. Через две недели начинается война, Анджей умирает от ранения, и ксёндз причащает его, обещая позаботиться о Терезе. Придя к ней в квартиру, рассказывает о смерти мужа. Тереза беременна, и в назначенный срок рожает сына, которого называет Кшиштоф.

### Обручённые
В 1947 году Тереза с мальчиком переезжает на жительство в Канаду, где их встречают уехавший из Польши в 1939 году учиться на врача-психиатра друг Анджея Штефан, и его жена Анна. У них жизнь сложилась по-видимому успешно, подрастает дочь Моника, сверстница Кшиштофа. Со временем материальное благополучие, однако, не приводит к благополучию в семейных отношениях. Штефана гложет мысль, что он во время войны струсил и уехал из Польши, вместо того, чтобы защищать Родину. Отношения со взрослеющей дочерью тоже не складываются. Обиженная его вечными отлучками, вечерами, проводимыми вне семьи за игрой в покер, Анна отправляется в ювелирную лавку, чтобы оставить там своё обручальное кольцо, однако владелец уговаривает её повременить с этим, в последний раз всё тщательно обдумать. Примирить супругов в конце концов удаётся Терезе, ставшей в Канаде известной пианисткой. Здесь же, в Торонто она встречает и ксендза Адама, приехавшего в Канаду на экуменическую конференцию.

### Дети
Середина 1950-х. Кристофер (Кшиштоф) и Моника любят друг друга, и юноша делает своей избраннице предложение. Однако девушка, расстроенная и напуганная раздорами между отцом и матерью, отвечает ему отказом, и клянётся вообще никогда не думать о браке. Постепенно искреннее чувство всё же берёт верх, к тому же и родители Моники находят друг друга в прежней, многолетней любви. Тереза со своим музыкальным коллективом получает приглашение из Польши и едет туда с серией концертов. Выступает она и в Кракове. Её сопровождают и старые друзья Штефан с Анной, и дети. Кшиштоф и Моника отправляются в ту же ювелирную лавку, где когда-то купили свои обручальные кольца Анджей и Тереза. Венчает их ксёндз Адам также в том же соборе, где соединил Анджея и Терезу.

## Актёры
- Берт Ланкастер — ювелир
- Джонатан Кромби — Кшиштоф
- Мелора Хардин — Моника
- Джо Чампа — Анна
- Андреа Окчипинти — Анджей
- Оливия Хасси — Тереза
- Бен Кросс — Штефан
- Эндрю Беднарски — Марк
- Алессандра Каселла — Кристина
- Франческа Бреньи — Лилиана
- Даниэль Ольбрыхский — ксёндз Адам